# أدوات المطبخ

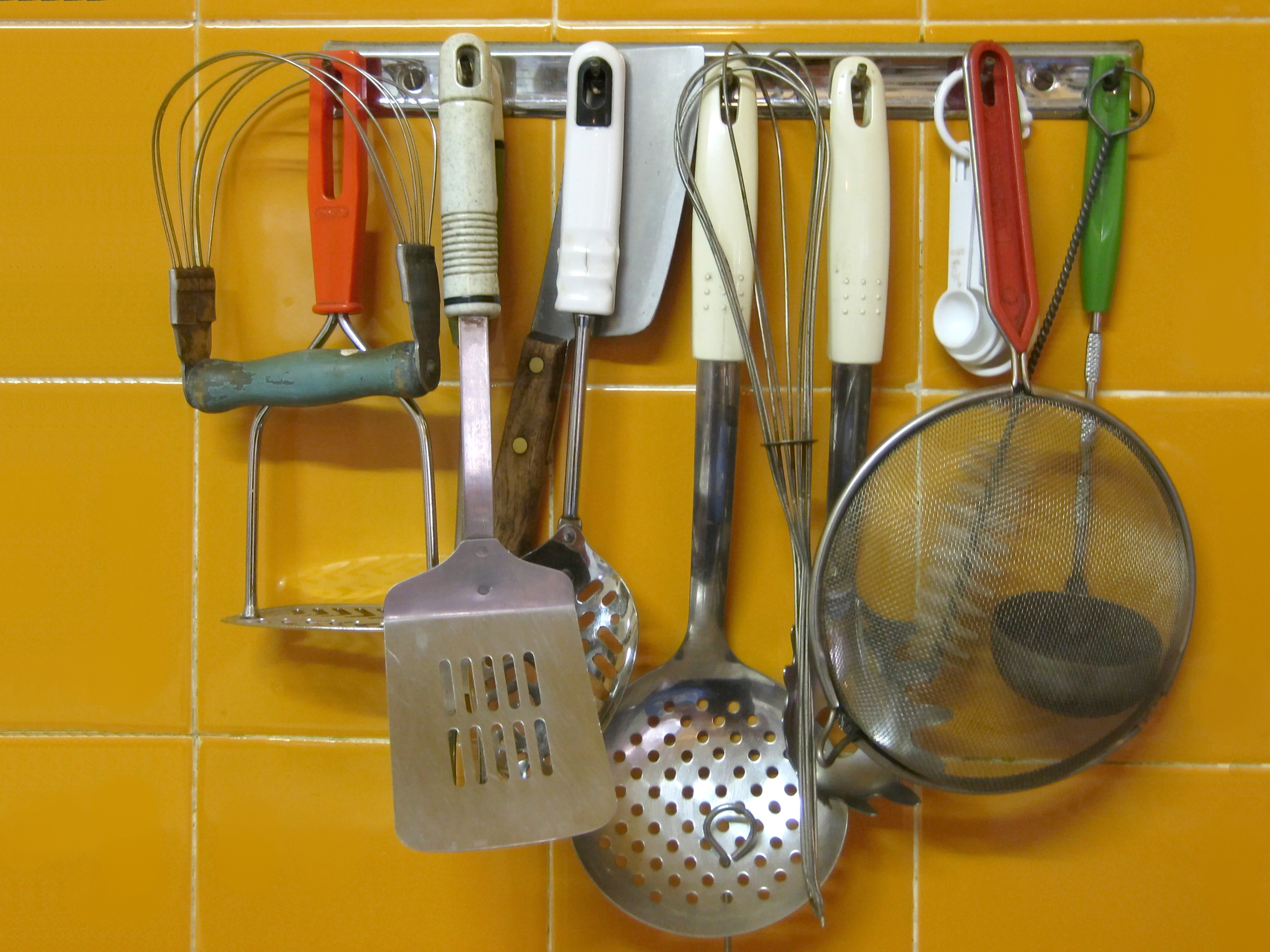

أدوات المطبخ هي تلك الأدوات التي تشمل الأطباق والأوعية والأواني وتجهيزات المطبخ، وغير ذلك مما يتم استخدامه لغرض الطبخ.